# V364 Carinae
V364 Carinae (HD 92664) ist ein Stern vom offenen Sternhaufen IC 2602. Aufgrund der Ähnlichkeit dieses Sternhaufens zu den Plejaden wird IC 2602 auch gelegentlich als „südliche Plejaden“ bezeichnet.
Der Stern befindet sich in einer Entfernung von etwa 500 LJ im Sternbild Carina und hat die spezielle Spektralklasse B8IIIp(Si). Aufgrund seines speziellen Spektrums wird er zu den Ap-Sternen gezählt. Der Stern ist ferner ein veränderlicher und gehört zu den Alpha2-Canum-Venaticorum-Sternen.